# Albert Biermann
Albert Biermann (* 22. November 1903 in Recklinghausen; † 11. Juni 1994 in Rheine) war ein deutscher Kommunalpolitiker.

## Leben
Albert Biermann lebte seit 1919 in Rheine und legte hier am Gymnasium Dionysianum im Jahre 1923 die Reifeprüfung ab. In Münster und Freiburg studierte er Rechts- und Staatswissenschaften. Nachdem er die juristischen Prüfungen mit Prädikat bestanden hatte und im Jahre 1928 in Freiburg mit der Dissertation „Der Irrtum im kanonischen Eherecht, insbesondere der error de qualitate in personam redundans“ zum Dr. jur. promoviert wurde, nahm er seine Berufsarbeit bei dem Rechtsanwalt und Notar Josef Strotmann, Rheine, auf und eröffnete nach dessen Tode 1953 ein eigenes Rechtsanwaltsbüro, zu dem das Notariat hinzukam. Albert Biermann war bis 1988 als Rechtsanwalt und Notar in einer Praxis in Rheine tätig, die sein Sohn Jürgen Biermann und der Schwiegersohn Hermann Beul danach übernahmen.
Verheiratet war Biermann mit Martha Rabbers aus Neuenkirchen bei Rheine und hatte drei Kinder. Vom 14. Februar 1942 bis zum 23. Mai 1945 war Biermann Soldat, zunächst in einer Kraftfahrabteilung, dann in einer Dolmetscher-Kompanie. Über das Ende seiner Soldatenzeit berichtet das von Heinrich Büld in Rheine 1977 verlegte Buch Rheine a. d. Ems.
1945 ging Biermann in die Kommunalpolitik. Er wurde am 10. August in Rheine Mitglied des von der britischen Militärregierung gebildeten städtischen Beirates sowie des Kreisbeirates. Am 12. Oktober jenes Jahres kam er auf Vorschlag der Militärregierung in den Rat der Stadt Rheine. Damals gründete Biermann mit politisch gleichgesinnten Bürgern die Christlich-Demokratische Union (CDU) im Kreis und im Ortsverband Rheine. Er führte diesen Ortsverband und gehörte dem Rat der Stadt Rheine als Delegierter der CDU an. Hier war er Vorsitzender der Fraktion seiner Partei und in den Jahren 1948 bis 1954, und von 1961 bis 1975 war er Bürgermeister der Stadt Rheine.

## Auszeichnungen
Der Bundespräsident verlieh Biermann im Jahre 1968 das Bundesverdienstkreuz 1. Klasse, und die Stadt Rheine zeichnete ihn mit der „Goldenen Medaille“ aus.

## Ehrenämter
Biermann widmete sich ehrenamtlichen Aufgaben, als Mitglied des Kuratoriums des Mathias-Spitals sowie des Jakobi-Krankenhauses, Vorsitzender des Vereins „Tierpark“ Rheine, des Verwaltungsrates der Stadtsparkasse Rheine, Beiratsmitglied des landwirtschaftlichen Lokalvereins Rheine-Emsdetten, Mitglied der „Kommunal-Arbeits-Gemeinschaft Stadt und Amt Rheine“, Vorstandsmitglied und Vizepräsident des Nordrhein-Westfälischen Städtebundes, stellvertretendes Mitglied im Präsidium des neugegliederten Deutschen Städte- und Gemeinde-Bundes und Präsidiumsmitglied der Gesellschaft zur Pflege des Märchengutes der europäischen Völker, Rheine.
| Personendaten    | Personendaten               |
| ---------------- | --------------------------- |
| NAME             | Biermann, Albert            |
| KURZBESCHREIBUNG | deutscher Kommunalpolitiker |
| GEBURTSDATUM     | 22. November 1903           |
| GEBURTSORT       | Recklinghausen              |
| STERBEDATUM      | 11. Juni 1994               |
| STERBEORT        | Rheine                      |